# Благоевич, Драгиша
Драгиша Благоевич (серб. Dragiša Blagojević; род. 1 января 1966, Тузла, Босния и Герцеговина) — черногорский шахматист, гроссмейстер (2004). Чемпион Черногории (2000, 2002, 2005, 2007, 2009, 2023), неоднократный призёр (2012, 2014, 2017).
Обладатель золотой медали в личном зачёте на олимпиаде 2008 (4-я доска). В составе сборной Черногории участник других олимпиад (2010—2022) и командных чемпионатов Европы (2007—2023).

## Биография
Первых успехов в шахматах добился в конце 1980-х годов. В 1988 году стал бронзовым призёром международного турнира в Праге, в 1990 году разделил 1-2 места на опен-турнире в Тузле. В 1996 году разделил 2-5 места на чемпионате Югославии. В 2004 занял 2-е место на турнире в Зенице.
Участник чемпионата Европы 2019 и чемпионата Европы по рапиду и блицу 2018.
Из-за протестов в Сербии в 2024 году Благоевич отказался защищать титул чемпиона страны.
Его жена — Лидия Благоевич — мастер ФИДЕ среди женщин (2019), дочь Тияна Мандура имеет звание гроссмейтсера среди женщин (2024). Все члены семьи играют за сборную Черногории на олимпиадах.